# Джисси
Джи́сси (итал. Gissi; на местном диалекте — Ìsce) — коммуна в Италии, расположена в регионе Абруццо, подчиняется административному центру Кьети.
Население составляет 3092 человека, плотность населения составляет 88 чел./км². Занимает площадь 36 км². Почтовый индекс — 66052. Телефонный код — 0873.
Покровителем населённого пункта считается Бернардин Сиенский (San Bernardino di Siena). Праздник ежегодно празднуется 20 мая.